# Hadashi no Gen
Gen Pés Descalços (はだしのゲン, Hadashi no Gen) é uma série de mangá criada por Keiji Nakazawa.
O mangá foi publicado em várias revistas, incluindo a Weekly Shōnen Jump, de 1973 a 1985. Posteriormente foi adaptado para três live actions dirigidos por Tengo Yamada, lançados entre 1976 e 1980. A Madhouse lançou dois filmes em formato anime baseados no mangá, um em 1983 e outro em 1986. Em 2007, uma adaptação para uma série de televisão foi produzida, transmitida nos dias 10 e 11 de agosto do mesmo ano. Entre 2000 e 2001, a Conrad Editora publicou no Brasil 4 volumes do mangá e em 2011, iniciou uma nova coleção de 10 volumes. 
A série começou em 1945 em Hiroshima e arredores da cidade, onde o garoto de seis anos de idade, Gen, vivia com sua família. Depois que Hiroshima é destruída pela bomba atômica, Gen e outros sobreviventes são obrigados a lidar com as consequências da destruição.
A história é baseada nas experiências do próprio autor, Nakazawa, já que ele próprio é um sobrevivente da bomba lançada em Hiroshima.